# Villes anciennes de Djenné
Les villes anciennes de Djenné sont un complexe urbain et archéologique situé au Mali, inscrit en 1988 sur la liste du patrimoine mondial de l'UNESCO et inscrit depuis 2016 sur la liste du patrimoine mondial en péril .

## Description
Le site « villes anciennes de Djenné », comprend le centre historique de la ville de Djenné mais aussi quatre sites archéologiques qui témoignent d’une civilisation préislamique disparue : Djenné Djeno, Hambarkétolo, Kaniana et Tonomba.
Les valeurs archéologiques, historiques, religieuses et architecturales sont les principales valeurs qui ont justifié la valeur universelle exceptionnelle du site et son inscription en 1988 sur la liste du patrimoine mondial de l'UNESCO.
Le site est un des sites urbains les plus anciens de l'Afrique subsaharienne puisque des fouilles archéologiques réalisées entre 1977 et 1981 ont montré l'existence d'une présence humaine au iiie siècle avant notre ère, et ce plus particulièrement sur le site de Djenné Djeno .

### Centre historique de la ville de Djenné
La ville de Djenné a longtemps symbolisé la ville africaine par excellence. Son ancien tissu urbain couvrant une superficie de 48,5 ha est représentatif de l’architecture islamique en Afrique subsaharienne et offre un exemple éminent d’un ensemble architectural illustrant une période historique significative. Influencée par l’architecture du Maroc (1591), et marquée plus tard par l’avènement de l’Empire Toucouleur en 1862, l’architecture de Djenné se caractérise par sa verticalité, ses contreforts qui scandent les façades des maisons à deux niveaux dont l’entrée est toujours particulièrement soignée. La reconstruction de la mosquée (1906-1907) a abouti à la réalisation d’un monument représentatif de l’architecture religieuse locale.
Les constructions sont caractérisées par un usage intensif et remarquable de la terre particulièrement dans son architecture. La mosquée exceptionnelle, de grande valeur monumentale et religieuse, en est un exemple éloquent. La ville est célèbre pour ses constructions civiles dont le style est marqué par la hauteur et les contreforts, ainsi que pour ses maisons monumentales, d’un style élégant et aux façades soigneusement composées. 
En 1893, lors de la conquête française de la ville, le colonel Archinard déclare : « Djenné est réellement une ville civilisée […] la ville la plus riche et la plus commerçante que j’ai jamais vue au Soudan et qui répond aux normes de ville européenne ».
Djenné est implantée au bord de la rivière Bani et donne l'image d’une forteresse imprenable sise au milieu de l’eau grâce à ses bâtiments à étages, fermés vers l’extérieur de la ville. C'est ainsi que René Caillé dans son ouvrage intitulé « Voyage à Tombouctou et à Djenné » (1828), le décrit comme « une ville entourée d’un mur en terre […] ayant dix pieds d’élévation et quatorze pouces d’épaisseur et plusieurs petites portes. Les maisons en étage avec des toits en terrasse… sont aussi grandes que celles d’Europe… ».
Parmi les bâtiments remarquables de la ville :
- La grande mosquée de Djenné : érigée pour la première fois en 1280 par le 26e Roi de Djenné, Koy Komboro elle est considérée comme l'un des plus grands monuments bâtis en terre au monde[2].
- La maison Maïga : construite avant la conquête de Djenné par Sonni Ali Ber en 1468, elle se caractérise par le fait qu'elle appartient à tous les héritiers de la famille quel que soit le sexe. C'est ainsi que le sommet de la maison comprend des représentations symboliques des deux sexes, respectivement à droite (masculin) et à gauche (féminin). C'est dans cette maison que René Caillié a séjourné en mars 1828 lors de son célèbre voyage à Tombouctou[2].
- Sirfila (Maison des chérifs) : située au centre du quartier Koïtendé, elle comprend dans sa cour deux pierres plates incrustées dans le sol et qui selon la légende seraient descendues du ciel pour l’imam Soumaïla et sa femme. L'imam Soumaïla est l'un des saints le plus vénérés de la ville de Djenné; ses descendants occupent toujours la maison[2].
- Toumagnola : cette maison a été construite au XIXe siècle et elle fut le logement de la famille Toumagnon et la première école coranique du quartier Yoboukaïna. Elle a servi de refuge pour les Djennekés lors de la prise de la ville par l’armée française en 1893[2].
- Damgalsoria : construit au xviie siècle, c'est dans ce bâtiment qu'Abderrahmane Es Saâdi rédigea son livre Tarikh es-Soudan vers 1655 et dont le manuscrit aurait été retrouvé dans cette maison par Félix Dubois, en 1893[2].
- Le palais marocain : construit après l’invasion marocaine, vers la fin du XVIe siècle, il comprend l'ancienne résidence du  Caïd représentant du Sultan du Maroc. IL est situé dans le quartier Sankoré de Djenné[2].

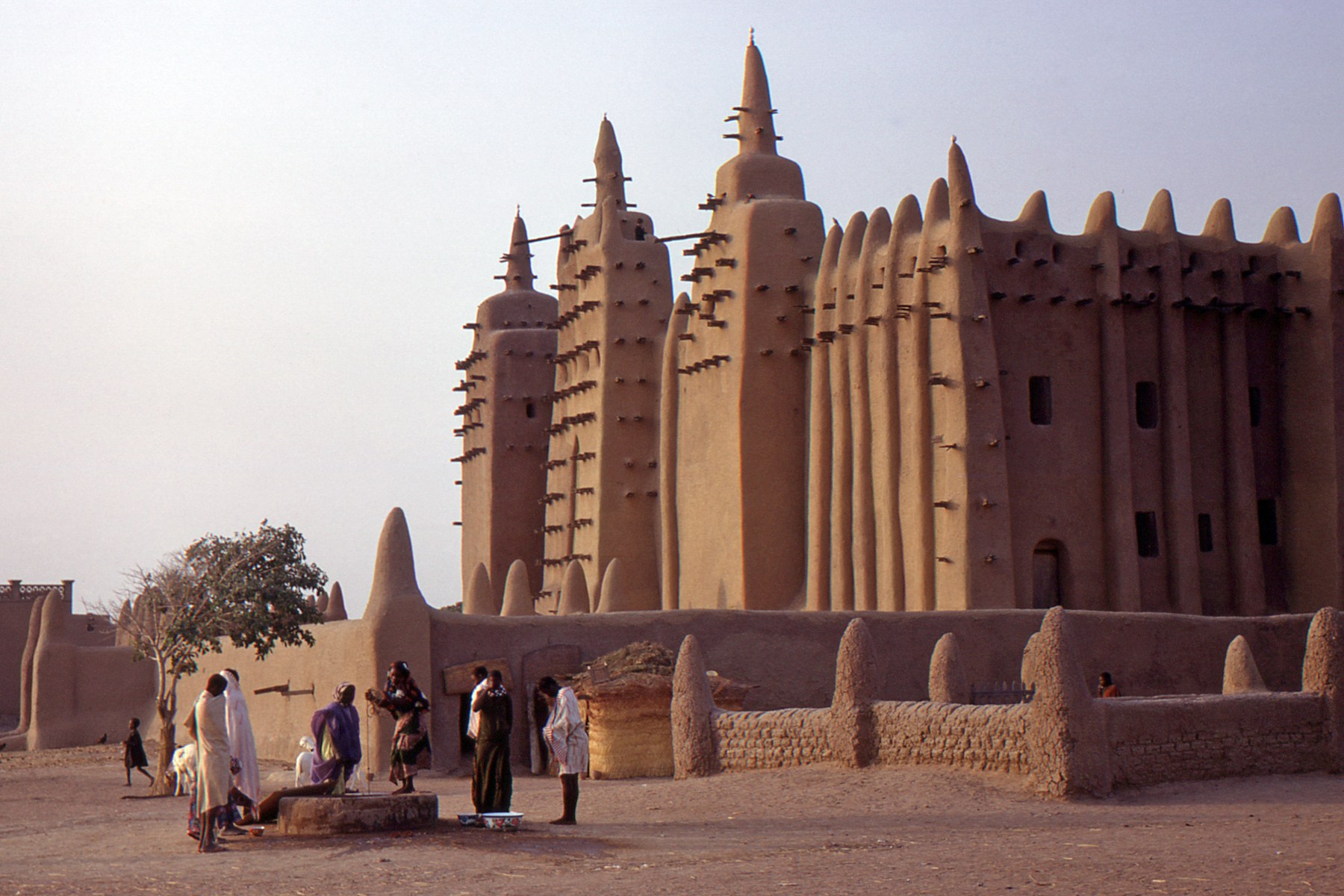
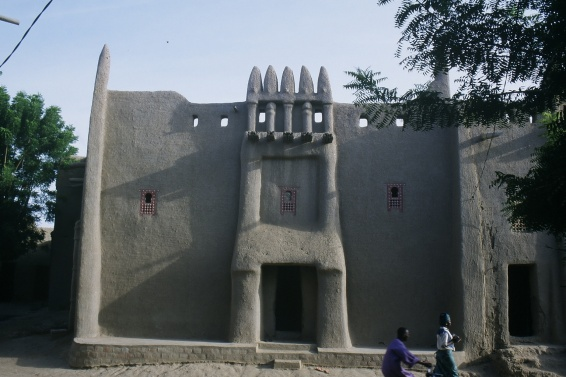
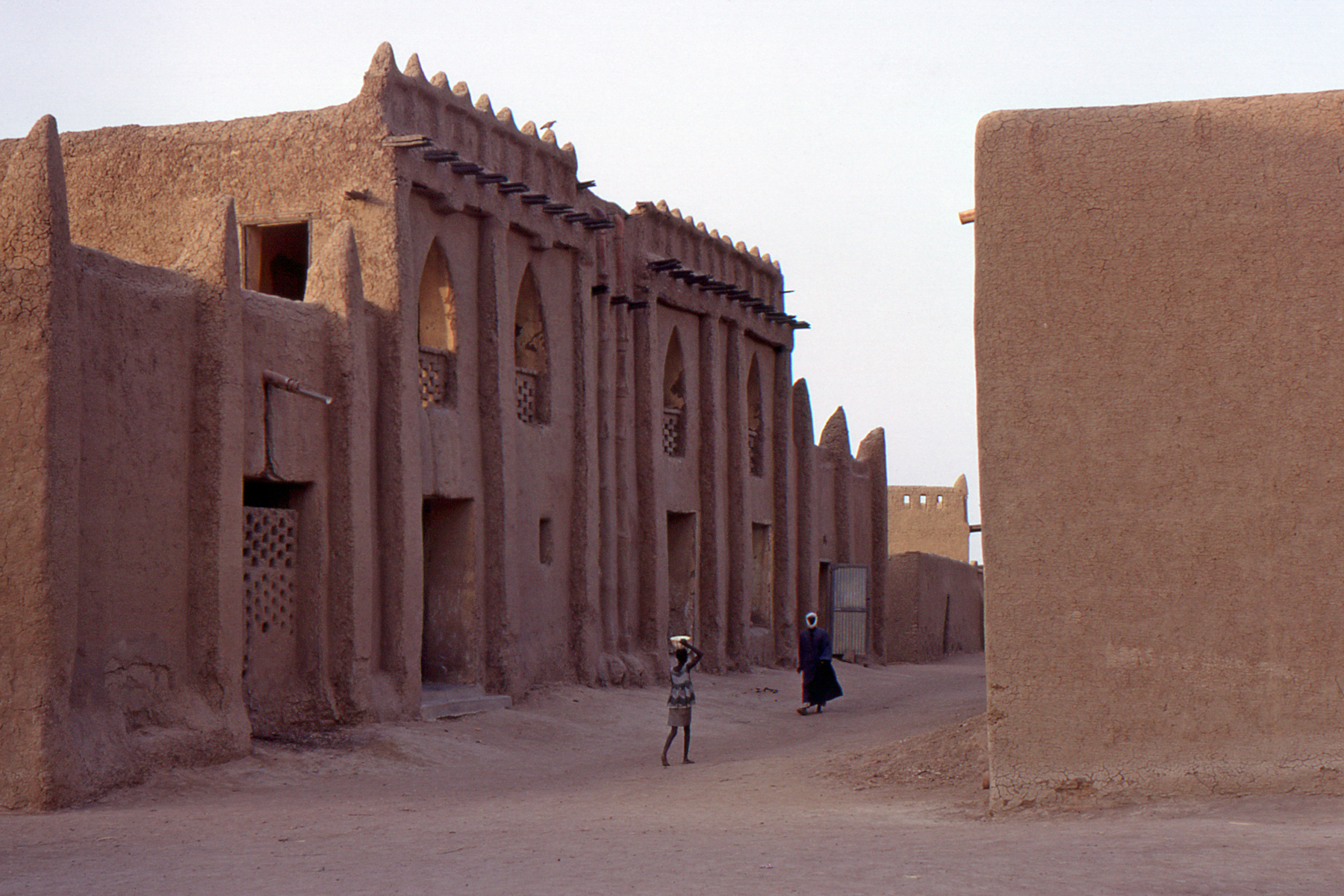
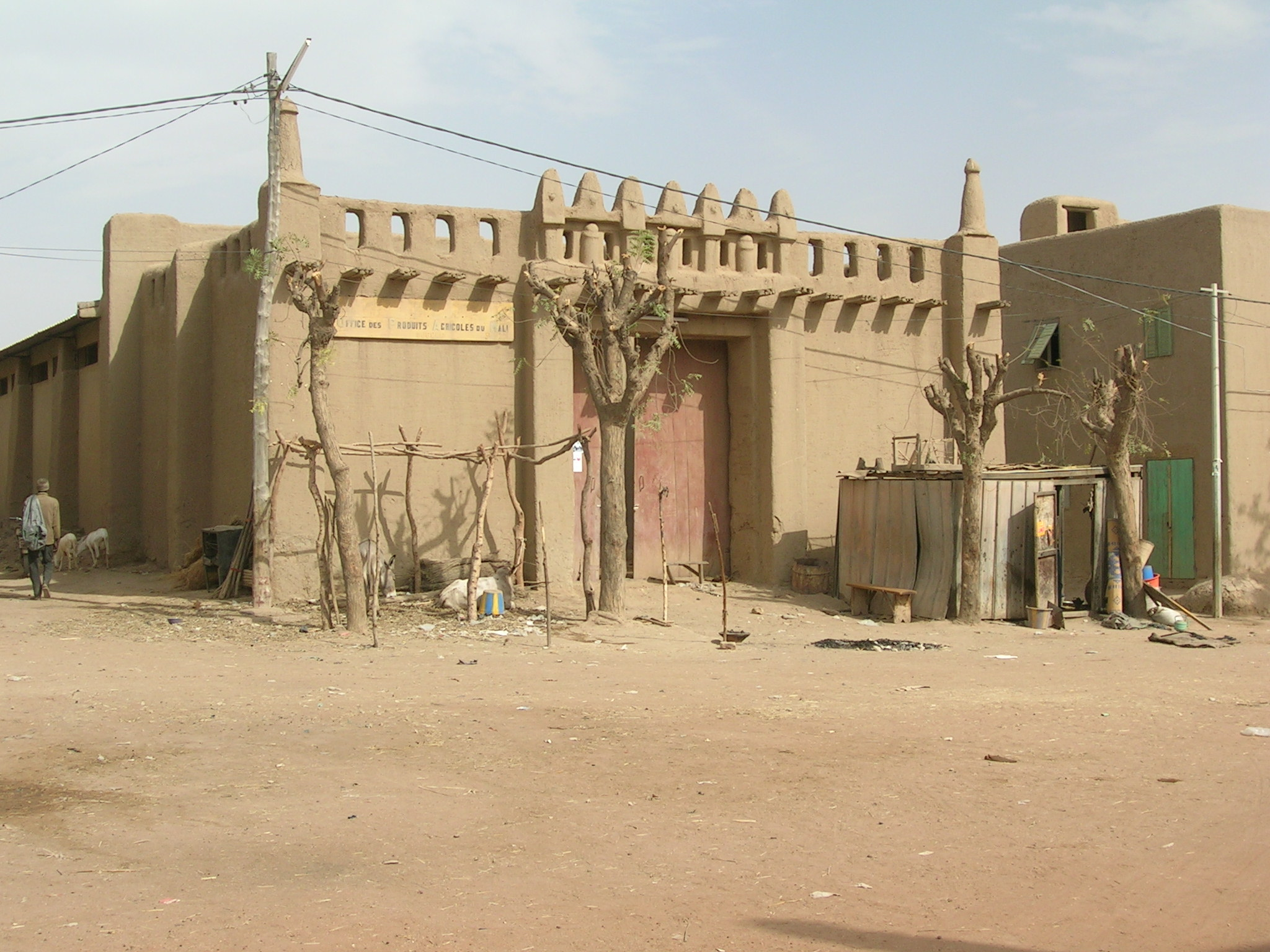

### Sites archéologiques Djenné-Djeno, Hambarkétolo, Kaniana et Tonomba
Djenné-Djeno, ainsi que Hambarketolo, Tonomba et Kaniana apportent un témoignage exceptionnel sur les civilisations pré– islamiques du Delta intérieur du Niger. La découverte de nombreuses structures d’habitat sur le site de Djenné-Djeno (restes de structures en djenné ferey, jarres funéraires) ainsi que d’un riche patrimoine mobilier en terre cuite et en métal, en font un site archéologique majeur pour l’étude de l’évolution de l’habitat, des technologies et de l’artisanat.
Les quatre sites archéologiques inscrits gardent leurs vestiges intacts (tessons de poterie, jarres funéraires, restes de murs et de maisons circulaires ou rectangulaires en briques rondes en terre crue - djenné ferey -, statuettes et briques en terre cuite, scories de fer, meules, broyeurs et sépultures d’inhumations islamiques). Les marécages dans lesquels se dressent les îlots, leur assurent une certaine intégrité physique. Cependant, ces sites archéologiques inscrits connaissent des menaces très sérieuses comme le lessivage, l’érosion et le ravinement par les intempéries et l’urbanisation anarchique.

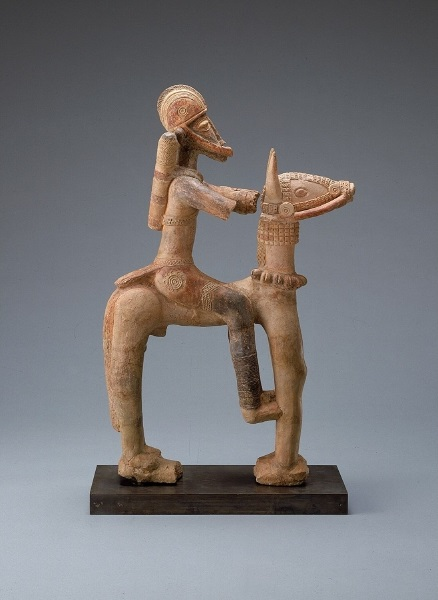
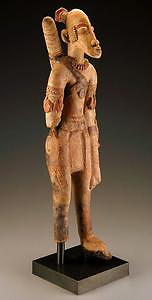
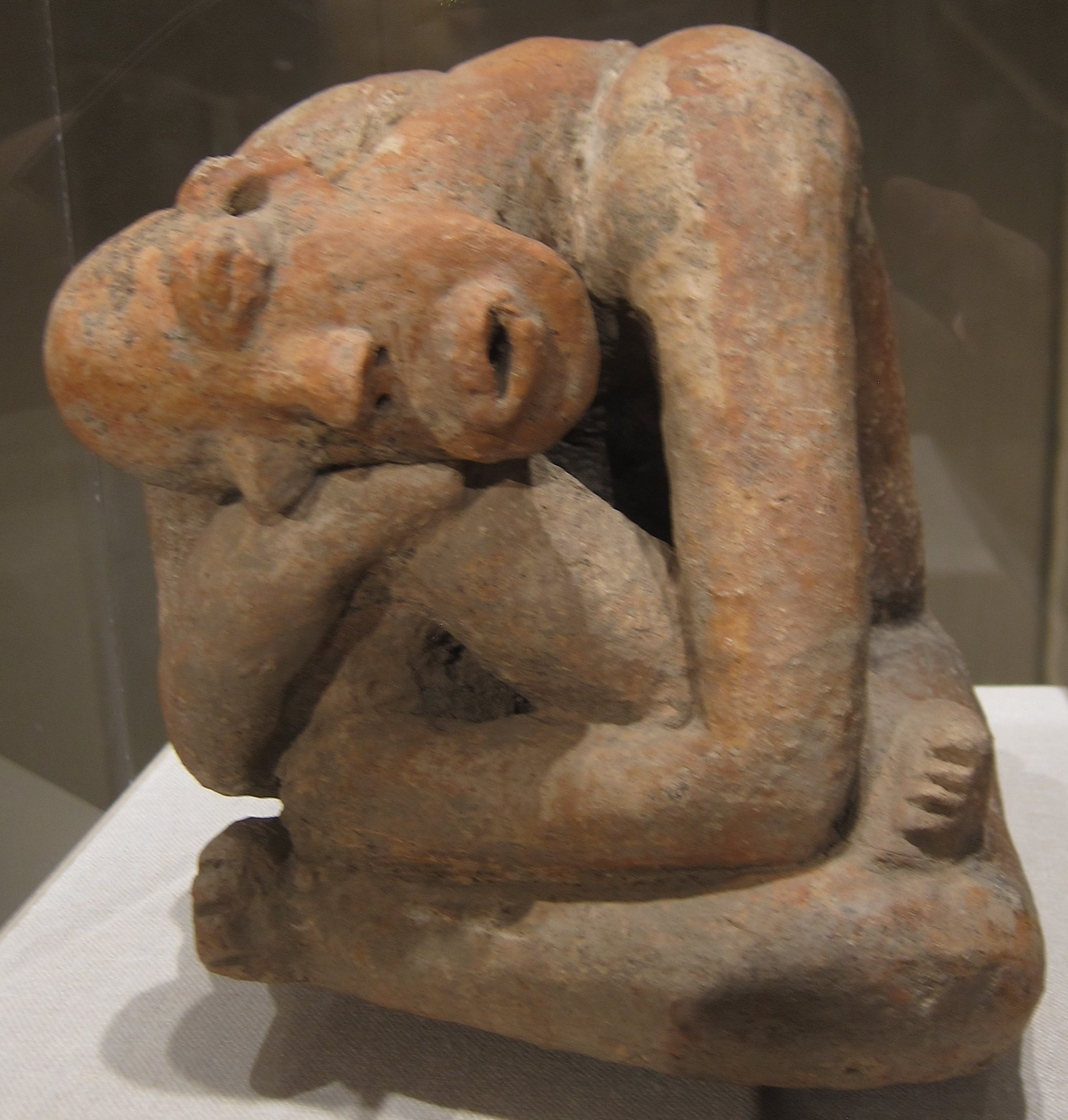
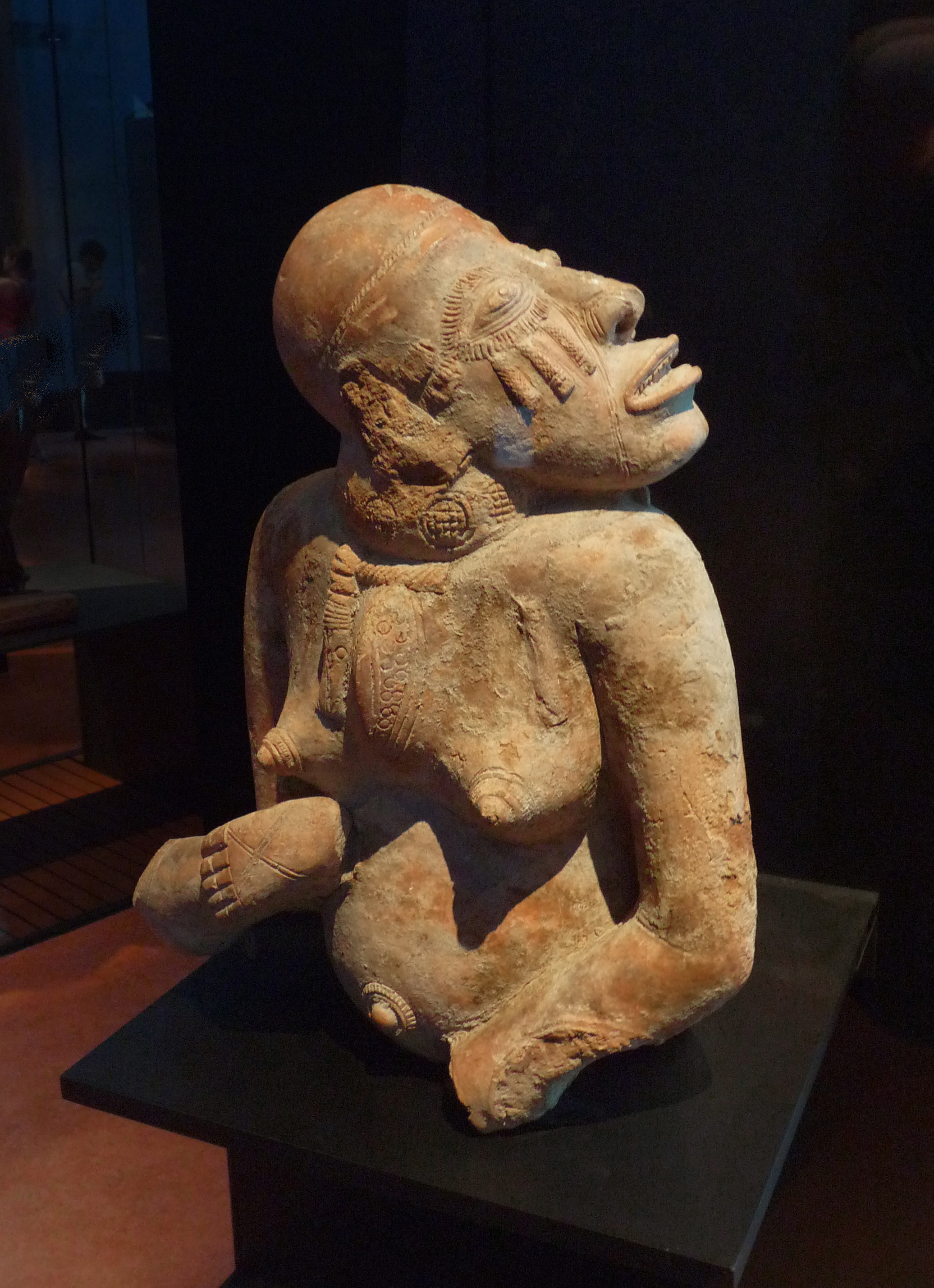

## Patrimoine en péril
En 2016, le site a été ajouté à la liste du patrimoine mondial en péril à cause de l'insécurité dans la région qui ne permet pas la mise en œuvre des mesures de protection du bien.

## Sources
Cet article intègre du contenu sous licence libre.  Licence sous CC BY-SA IGO 3.0 déclaration de la licence. Texte tiré de Villes anciennes de Djenné,   UNESCO.  